# Tropovci
Tropovci (mađarski Murafüzes, prekomurski Tropouvci) je naselje u slovenskoj Općini Tišini. Tropovci se nalazi u pokrajini Prekomurju i statističkoj regiji Pomurju. 

## Stanovništvo
Prema popisu stanovništva iz 2002. godine naselje je imalo 488 stanovnika.